# EMD GP7
EMD GP7 − czteroosiowa lokomotywa spalinowa o mocy 1100 kW produkcji amerykańskiej, używana w Ameryce Północnej. Wyprodukowano 2729 sztuk. Lokomotywa wyposażona jest w 16-cylindrowy silnik o mocy 1500 koni mechanicznych. 